# Hersey Kyota

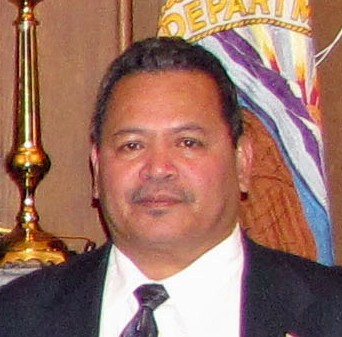
Hersey Kyota (2009)

Hersey Kyota (* 1. Mai 1953) ist ein palauer Politiker und Diplomat. Er ist der Botschafter von Palau in den Vereinigten Staaten seit 1997. Er ist derzeit der Dean of the Diplomatic Corps in Washington, D.C., als dienstältester Botschafter in den Vereinigten Staaten.

## Leben
Kyota erwarb seinen Bachelor und Master of Arts an der International University in San Diego. Er ist verheiratet und hat fünf Kinder.

### Karriere
Vor seiner Ernennung als Botschafter war Kyota von 1981 bis 1984 Legal Researcher für das House of Delegates in Palau. Von 1985 bis 1988 war er Chief Clerk des House of Delegates im Palau National Congress und Direktor des House Legal Counsels’ Office in Palau (1989 bis 1990). Von 1990 bis 1996 diente er als Senator im Palau National Congress und saß im Vorstand der Association of Pacific Island Legislatures von 1992 bis 1996. Er hat gelegentlich Palau bei den Vereinten Nationen vertreten.
2000 war er Vorsitzender der Palau-Delegation bei den Vereinten Nationen während des Millennium Summit. In einer Rede betonte er die Notwendigkeit einer gleichberechtigten und substanziellen Beteiligung aller Mitgliedsstaaten an UN-Aktivitäten. Er sprach auch vor dem Ausschuss für Energie und natürliche Ressourcen des US-Senats über viele Fragen der amerikanisch-palauischen Beziehungen, darunter Bildungsstipendien und die Übertragung von Videoprogrammen.
In seiner Position als dienstältester Diplomat in den Vereinigten Staaten genießt er unter den Wiener Konventionen einige Privilegien, wie die jährliche Teilnahme an der Rede zum State of the Union.

## Familie
Kyota ist der Sohn von Shiro Kyota, dem früheren Finance Officer und Speaker des National Congress von Palau. Shiro Kyota hat halb-japanische Abstammung. Sein Vater war der Sohn eines japanischen Händlers und einer palauischen Mutter.